# Estuario del San Lorenzo
El estuario del San Lorenzo (del francés: Estuaire du Saint-Laurent) es un gran estuario de la costa atlántica de América del Norte,  localizado en la desembocadura del homónimo río San Lorenzo en el golfo de San Lorenzo. Administrativamente, el estuario y sus riberas pertenecen a la provincia de Quebec de Canadá. Es el estuario más grande del mundo.

## Geografía
El estuario del San Lorenzo se encuentra aguas abajo del río San Lorenzo y aguas arriba del golfo de San Lorenzo. Designa el entorno en el que se mezclan las aguas dulces del río con las saladas del golfo. El estuario del San Lorenzo comienza en el lago Saint-Pierre  y termina cuando comienzan a ensancharse sus riberas a la altura de Pointe-des-Monts. Se suele considerar dividido en tres tramos o secciones:
- el estuario fluvial, desde el lago de St-Pierre hasta la isla de Orleans;
- el estuario medio, hasta la desembocadura del río Saguenay;
- el estuario marítimo justo hasta la Pointe-des-monts.

## Fauna y flora
En el estuario ha sido declarado en 1998 el Parque nacional marino Saguenay-Saint-Laurent, con el fin de proteger a la especie más emblemática que vive en sus aguas, la ballena, y en especial la belugas, aunque hay presentes muchas otras especies. Con un espíritu de ciencia ciudadana y trabajo colaborativo, está en marcha una encuesta de peces en el estuario, con una guía de identificación telecargable.